# Občina Grosuplje
Občina Grosuplje je ena od občin v Republiki Sloveniji, nekaj kilometrov jugovzhodno od Ljubljane z skoraj 22.000 prebivalci (2024). s središčem v Grosupljem. Pretežno podeželsko območje zaznamujeta bogata naravna in kulturna dediščina.

## Osnovni podatki o občini
- skupna površina: 134 km2
- površina kmetijskih zemljišč: 58 km2
- površina gozdnih površin: 69 km2
- število naselij: 66
- število krajevnih skupnosti: 10
- število prebivalcev: 20.672 (po podatkih iz Registra prebivalstva, 2018)
- avtocesta Šmarje - Sap–Višnja Gora: 2 × 11,9 km
- število podjetij, samostojnih podjetnikov in zavodov: 1439
- povprečno letno število zaposlenih v občini: 5111

Največje naselje v grosupeljski občini je Grosuplje s 7549 prebivalci.
S 1512 prebivalci mu sledi Šmarje - Sap.
Tretje po velikosti je Brezje pri Grosupljem, ki šteje 990 prebivalcev. Več kot 500 prebivalcev imajo še: Polica, Ponova vas, Spodnja Slivnica in Veliko Mlačevo.

## Naselja v občini
Bičje, Blečji Vrh, Brezje pri Grosupljem, Brvace, Cerovo, Cikava, Čušperk, Dobje, Dole pri Polici, Dolenja vas pri Polici, Gabrje pri Ilovi Gori, Gajniče, Gatina, Gorenja vas pri Polici, Gornji Rogatec, Gradišče, Grosuplje, Hrastje pri Grosupljem, Huda Polica, Kožljevec, Lobček, Luče, Mala Ilova Gora, Mala Loka pri Višnji Gori, Mala Račna, Mala Stara vas, Mala vas pri Grosupljem, Male Lipljene, Mali Konec, Mali Vrh pri Šmarju, Malo Mlačevo, Medvedica, Paradišče, Pece, Peč, Perovo, Plešivica pri Žalni, Podgorica pri Podtaboru, Podgorica pri Šmarju, Polica, Ponova vas, Praproče pri Grosupljem, Predole, Rožnik, Sela pri Šmarju, Spodnja Slivnica, Spodnje Blato, Spodnje Duplice, Šent Jurij, Škocjan, Šmarje - Sap, Tlake, Troščine, Udje, Velika Ilova Gora, Velika Loka, Velika Račna, Velika Stara vas, Velike Lipljene, Veliki Vrh pri Šmarju, Veliko Mlačevo, Vino, Vrbičje, Zagradec pri Grosupljem, Zgornja Slivnica, Zgornje Duplice, Žalna, Železnica

## Občinski simboli
Grb na osrednjem mestu vsebuje stilizacijo poznohalštatske svinčene okrasne broške za konje (živalska svastika), najdene na Magdalenski gori, ki ponazarja osnovni značaj nastanka in razvoja širšega Grosuplja (tranzitna baza sprva konjskih vpreg, danes pač drugačnih). Hkrati tvori inicialko G in s svojo ciklično obliko simbolizira gibanje in razvoj. Zelena in rdeča barva v grbu predstavljata sobivanje mirne Dolenjske regije z živahnim razvojem kraja. Osnovni okvir je posodobljen gotski ščit, ki pa je za potrebe registrskih tablic poenoten.
Na belo-zeleni zastavi se nahaja grb.

## Geografska lega
Geografsko gledano je skoraj celotna sedanja občina Grosuplje zajeta v Grosupeljsko kotlino, z izjemo Škocjanskih hribov. Občina tako obsega Grosupeljsko in Radensko polje, Šmarski kot, Šentjursko dolino, Poliške in Škocjanske hribe, Žalsko-Loško in Luško dolino ter Ilovo goro. Občina Grosuplje se navzven dotika Ljubljanskega barja pri Škofljici, pri Smrjenih gleda v Želimeljsko dolino, za Škocjanom se stika s turjaškim ozemljem, na Limberku in Starem gradu nad Čušperkom meji na Dobrepoljsko kotlino, na Ilovi gori pa se odpre obširno območje Suhe krajine. Čez Luče vodi glavna cesta v dolino reke Krke, čez Žalno in Loko pa na Peščenik in od tam v Višnjo Goro ali na Polževo. Na Peščenik pridemo tudi čez Stehan po stari furmanski deželni cesti. Na severovzhodu se Poliški hribi skoraj dotikajo Zasavskih, le še Prežganje in nekaj manjših vasi je vmes. Nad Troščinami, Gorenjo vasjo, Dolami in Zg. Slivnico je že Mestna občina Ljubljana (Pance, Lipoglav). Pri Magdalenski gori obidemo Veliki in Mali Vrh in nato sklenemo krog po meji današnje občine Grosuplje pri predorih na avtocesti Ljubljana - Novo mesto.
Naselje Grosuplje je danes upravno, gospodarsko in prometno središče. Samo pred dobrimi sto leti pa je bilo v Grosupeljski kotlini glavno središče Šmarje, le Škocjanski hribi so imeli cerkveno in deloma gospodarsko središče v Škocjanu - slednje je bilo povezano tudi s Turjakom in Velikimi Laščami.

## Zgodovina

### Nekdanje občine na območju današnje občine Grosuplje do 2. svetovne vojne
Prvi je katastrske občine v naših krajih uvedel Jožef II., vendar te še niso imele pravih upravnih funkcij. Prve prave upravne občine so v času Ilirskih provinc uvedli Francozi. Na območju današnje občine so tedaj delovale občine Šmarje, Višnja Gora in Turjak. Avstro-Ogrska je po ukinitvi Ilirskih provinc ponovno uveljavila svojo upravnoteritorialno delitev na okraje in občine. Leta 1854 so območje današnje Grosupeljske občine pokrivali upravni okraji Velike Lašče, Višnja Gora in Ljubljana okolica, v letu 1859 pa je to območje v celoti pripadlo upravi okraja Ljubljana okolica. Znotraj upravne enote Ljubljana okolica so delovale občine Grosuplje, Blečji Vrh, Luče, Šent Jurij, Polica, Praproče, Spodnja Slivnica, Šmarje, Velika Loka, Velika Račna, Velika Stara vas, Velike Lipljene in Žalna.
Takšna upravnoteritorialna delitev je ostala nespremenjena tudi po razpadu Avstro-Ogrske. Šele leta 1933 so bile na podlagi novega zakona nekatere manjše občine združene: občini Grosuplje so bile priključene občine Račna, Spodnja Slivnica in Stara vas. V Ljubljanskem okraju so tako po novem delovale le 3 občine: Grosuplje, Šent Jurij in Šmarje. 1936 je bila ustanovljena nova občina Slivnica – Žalna in sicer na zahtevo lastnika Boštanjskega gradu, ki je tako združil svoja ozemlja. Na pobudo prebivalcev Radenskega polja pa se je ponovno osamosvojila tudi občina Račna. V času NOB je bilo območje današnje občine združeno v eno politično enoto – okrožni odbor OF Grosuplje.

### Občina Grosuplje med 2. svetovno vojno
Območje Grosuplja je bilo po kapitulaciji Jugoslavije sprva problematično glede razdelitve med italijanskim in nemškim okupatorjem. Ko so bile dileme razrešene, so v Grosuplje vkorakali Italijani in zasedli nekatere glavne ustanove (najprej policijo). Tako kot na ostalih področjih t.i. Ljubljanske pokrajine se je tudi v Grosuplju na pobudo Komunistične partije Slovenije hitro razraščala organizacija Osvobodilne fronte.
Okrožni odbor OF Grosuplje je bil ustanovljen v Račni 28. septembra 1941. Meja okrožja ni bila točno določena. Okrožje je imelo širši obseg kakor kasnejša povojna občina: obsegal je območje vse od Škofljice, Želimelj in Turjaka do Velikega Gabra in Žužemberka. Na območju današnje občine Grosuplje je vključeval rajone Šmarje, Grosuplje, Polica, Žalna - Račna in Šent Jurij.
Spomladi 1942 je OF doživljala največji razcvet z nastankom osvobojenega območja pod revolucionarno oblastjo krajevnih narodnoosvobodilnih odborov. Avgusta 1942 je sledila velika italijanska protipartizanska ofenziva. Osvobojenega ozemlja je bilo tako konec, politično delovanje OF pa je bilo razbito. 
Kapitulacija Italije 8. septembra 1943 je prinesla žarek upanja za OF. Poldrugi mesec je bila skoraj vsa Ljubljanska pokrajina osvobojena. Okrožje Grosuplja je bilo svobodno v celoti. Oblast so prevzeli odbori OF. V mesecu septembru so legalno delovali novoustanovljeni rajonski odbori OF: Šmarje, Grosuplje s Polico, Šent Jurij, Račna in Žalna.
Ko je že marsikdo mislil, da je vojne konec, je sledila nemška ofenziva, poimenovana »prelom oblakov«. Konec oktobra in začetek novembra 1943 se je tako boj OF samo še zaostril.
Grosupeljsko območje so 18. novembra 1943 združili s stiškim okrožjem v enotno grosupeljsko-stiško okrožje. Njegov sedež je bil nekaj mesecev na Muljavi. Nemški in belogardistični pritisk je politične delavce OF iz Krke potiskal vse bolj proti notranjosti Suhe krajine in od tam v sosednje novomeško okrožje ali v stalno osvobojeno Belo krajino. Posledično se je septembra 1944 grosupeljsko-stiško okrožje pripojilo novomeškemu. Tako razširjenemu novomeškemu okrožju pa so januarja 1945 priključili še Belo krajino. Znotraj novega okrožja je nekdanje grosupeljsko-stiško okrožje tako postalo le še okraj Grosuplje.
Pretežni del ozemlja današnje občine Grosuplje je bil osvobojen 6. maja 1945 s pomočjo 15. divizije narodnoosvobodilne vojske Slovenije. Tega dne je v Grosuplje vkorakala Cankarjeva brigada in naznanila konec vojne na tem območju.

### Občina Grosuplje po 2. svetovni vojni
Takoj po osvoboditvi je bila izvedena nova upravnoteritorialna razdelitev. Maju 1945 je bil znotraj Ljubljanskega okrožja ustanovljen okraj Grosuplje. Okraj Grosuplje je bil najprej razdeljen na 52 krajev s svojimi krajevnimi ljudskimi odbori, število pa se je kmalu zmanjšalo na 28: Ambrus, Dob, Dvorska vas, Grosuplje, Ivančna Gorica, Karlovica, Kompolje, Krka, Muljava, Polica, Ponikve, Račna, Radohova vas, Rob, Stična, Struge, Sv. Gregor, Škocjan pri Turjaku, Šmarje, Šent Jurij, Šentvid pri Stični, Temenica, Turjak, Velike Lašče, Videm-Dobrepolje, Višnja Gora, Zagradec in Žalna. 
Ta upravna delitev je bila ukinjena leta 1952. Z zakonom o razdelitvi Ljudske republike Slovenije na mesta, okraje in občine so okraju Ljubljana-okolica pripadle občine: Grosuplje, Krka, Šent Jurij, Stična, Šentvid pri Stični, Šmarje in Višnja Gora. Zagradec z Ambrusom je pripadel okraju Novo mesto, občina Videm-Dobrepolje pa okraju Kočevje.
Leta 1955 je bil sprejet nov zakon o razdelitvi območij in okrajev. Uvedene so bile 3 nove občine: Grosuplje in Ivančna Gorica z Zagradcem pod okrajem Ljubljana ter Dobrepolje pod okrajem Kočevje. Na območju vseh treh občin je bilo ustanovljenih 24 krajevnih odborov. Še istega leta je bil ukinjen okrajni ljudski odbor Kočevje, zaradi česar je bila občina Dobrepolje z izjemo Strug priključena občini Grosuplje. 1956 je bila občini Grosuplje z izjemo katastrske občine Sobrače priključena še občina Ivančna Gorica. Sobrače so pripadle sosednji občini Litija. Občinski ljudski odbor Ivančna Gorica je z delom prenehal leta 1960. Tako je bila dokončno oblikovana občina Grosuplje s centrom v Grosuplju, prometno in gospodarsko najbolj razvitemu kraju v občini.

### Občina po osamosvojitvi Slovenije
Sam obseg, struktura in delovanje občine se po osamosvojitvi niso bistveno spremenili. Občina Grosuplje je leta 1991 obsegala 211 naselij, 24 krajevnih skupnosti, 8.313 gospodinjstev in 28.282 stalnih prebivalcev.
Z zakonom o lokalni samoupravi je bila nova občina Grosuplje formirana 1. januarja 1995. Območje nove občine Grosuplje je bilo vezano na geografski zaokroženo Grosupeljsko polje, ki ga povezujejo skupne naravne in kulturno-zgodovinske značilnosti. Nova občina je tako obsegala 66 naselij in 14.100 prebivalcev ter 124 km2. Središče občine je ostalo Grosuplje kot največji kraj, ki je takrat štel 5830 prebivalcev. Novo vodstvo je prevzelo nekatere razvojne programe stare občine, nekatere pa je oblikovalo na novo, prilagojene sodobnemu času. Zakonske spremembe na področju lokalne samouprave so leta 1998 prinesle spremembe tudi na področju organizacije občinske uprave. Občinska uprava je po novem delovala v naslednji obliki:
- župan;
- direktor uprave;
- Urad za splošne zadeve;
- Urad za gospodarstvo, družbene dejavnosti in finance;
- Urad za komunalno infrastrukturo;
- Urad za prostor.

S priseljevanjem novih občanov je gospodarska moč občine hitro rasla, občina pa se je uvrstila med 25 najrazvitejših občin v RS.

## Gospodarstvo
Po vojni se je v grosupeljski občini začela pospešena gradnja industrijskih obratov, zaradi močnega priseljevanja pa je naglo raslo tudi število prebivalcev. Najpomembnejši industrijski obrati danes so izdelovalec električnih strojev Black & Decker, tkalnica Anton Šinkovec, znana Pekarna Grosuplje, Splošno mizarstvo, Elektro, kovinska galanterija Kovinastroj in gradbeno podjetje Grosuplje. Precej je tudi samostojnih obrtnikov, pri Brvacah pa stoji farma, specializirana v rejenju goveje živine. Polja v dnu Grosupeljske kotline so meliorirana in večinoma v lasti agrokombinata.
Kljub dokaj številnim in različnim delovnim mestom ter vedno večji trgovski in obrtni ponudbi je Grosuplje močno povezano z Ljubljano. S slednjo je vsakodnevno povezano z redno integrirano avtobusno linijo št. 3G.

## Kulturna dediščina
Splošno
- Arheološka dediščina - v občini je prek 40 arheoloških najdišč. Najbolj znano je Magdalenska gora.
- Profana stavbna dediščina - poleg gradov je zaščitenih še več drugih stavb
- Sakralna stavbna dediščina - v občini je več kot 90 cerkvenih objektov
- Sakralno profana stavbna dediščina - Cerovo - Tabor s cerkvijo sv. Nikolaja
- Memorialna dediščina - v občini je mnogo spomenikov, bodisi kipov bodisi spominskih plošč, različnim pomembnim osebnostim ter borcem padlim v NOB
- Vrtnoarhitekturna dediščina - Grosuplje - Dvostrani drevored ob Kolodvorski cesti
- Naselbinska dediščina - Blečji Vrh in Luče (vasi) ter Velika Račna (vaško jedro)
- Kulturna krajina - Lučki dol; Spodnja Slivnica; Radensko polje

Gradovi
- Boštanjski grad - Od gradu prvič omenjenega leta 1468 je, potem ko je bil med 2. svetovno vojno požgan, v celoti ohranjen ostal le severni stolp
- Gradič Zavrh - V začetku 17. stoletja so Lambergi (lastniki gradu Boštanj) v gozdu na Gradišču blizu Boštanja pri Grosupljem postavili lovski gradič Zavrh - Saverch. Tudi ta grad je bil med vojno požgan, vendar je vseeno bolje ohranjen.
- Stara pošta - Pri vasi Brvace so ob poštni trasi, ki je potekala med Dunajem in Karlovcem, zgradili oskrbno zgradbo za poštne kočijaže in drugo osebje ter večje hleve, kjer so lahko poskrbeli za redno zamenjavo vprežnih konj. V zadnjih desetletjih so v njej stanovanja.
- Gradič Brinje - Stoji ob potoku Grosupeljščica. Valvasor je upodobil Brinje kot manjše zidano poslopje z mlinom, obdano z več lesenimi stavbami. Stavba je bila v 20. stoletju predelana v neoklasičnem slogu.
- Dvorec Praproče - V zaselku Praproče pri Grosupljem je že v 14. stoletju stal stolpast dvor, ki so ga kasnejši gospodarji v 16. stoletju predelali v manjši gradič, v 18. stoletju pa v dvorec Praproče. Kljub potresu leta 1895, ki je močno poškodoval Praproče, so danes v stavbi stanovanja. V njej je urejena tudi muzejska soba pisatelja Louisa Adamiča, ki se rodil tu. Valvasor je dvorec upodobil kot enonadstropno poslopje s šivanimi vogali in lepimi rustičnim portalom, ki so ga Lichtenbergi kmalu po nakupu temeljito prezidali in spremenili v imenitno baročno rezidenco s štirimi okroglimi stolpi na vogalih.
- Grad Čušperk - Razvaljeni grad Čušperk, vrh skalnate kope Stari grad (669 m n.m.v.) nad istoimensko vasjo južno od Grosupljega je bil sprva oglejski fevd svobodnih gospodov Auerspergov, nato pa od leta 1248 grofov Ortenburških. Leta 1573 so Čušperk razdejali kmečki uporniki. Danes v razvalinah izstopajo dokaj ohranjeno mogočno renesančno obrambno obzidje s številnimi obrambnimi stolpi.

Kulturni spomeniki lokalnega pomena
- spomeniki delavskega gibanja, narodnoosvobodilne vojne in socialistične graditve, 1987,
- arheološki teren na Taboru nad Cerovim in podružnična cerkev sv. Nikolaja s tabornim obzidjem, 1991,
- podružnična cerkev sv. Martina v Velikem Mlačevem, 1991,
- podružnična cerkev sv. Petra in Pavla na Spodnji Slivnici, 1991,
- arheološki kompleks Magdalenska gora in podružnična cerkev sv. Magdalena, 1994,
- župnijska cerkev Marijinega rojstva in obrambni stolp nekdanjega protiturškega tabora v Šmarju – Sap, 1999,
- mlin pri graščini Brinje, 2006
- cerkev sv. Kancijana v Škocjanu pri Turjaku, 2008.

Druge znamenitosti
- Radensko polje
- Županova jama
- Tabor nad Cerovim
- spominska soba Louisa Adamiča
- hrib Kopanj
- mozaik patra I. Marka Rupnika v grosupeljski cerkvi
- šmarska cerkev s Turenčkom